# السكك الحديدية الكرواتية

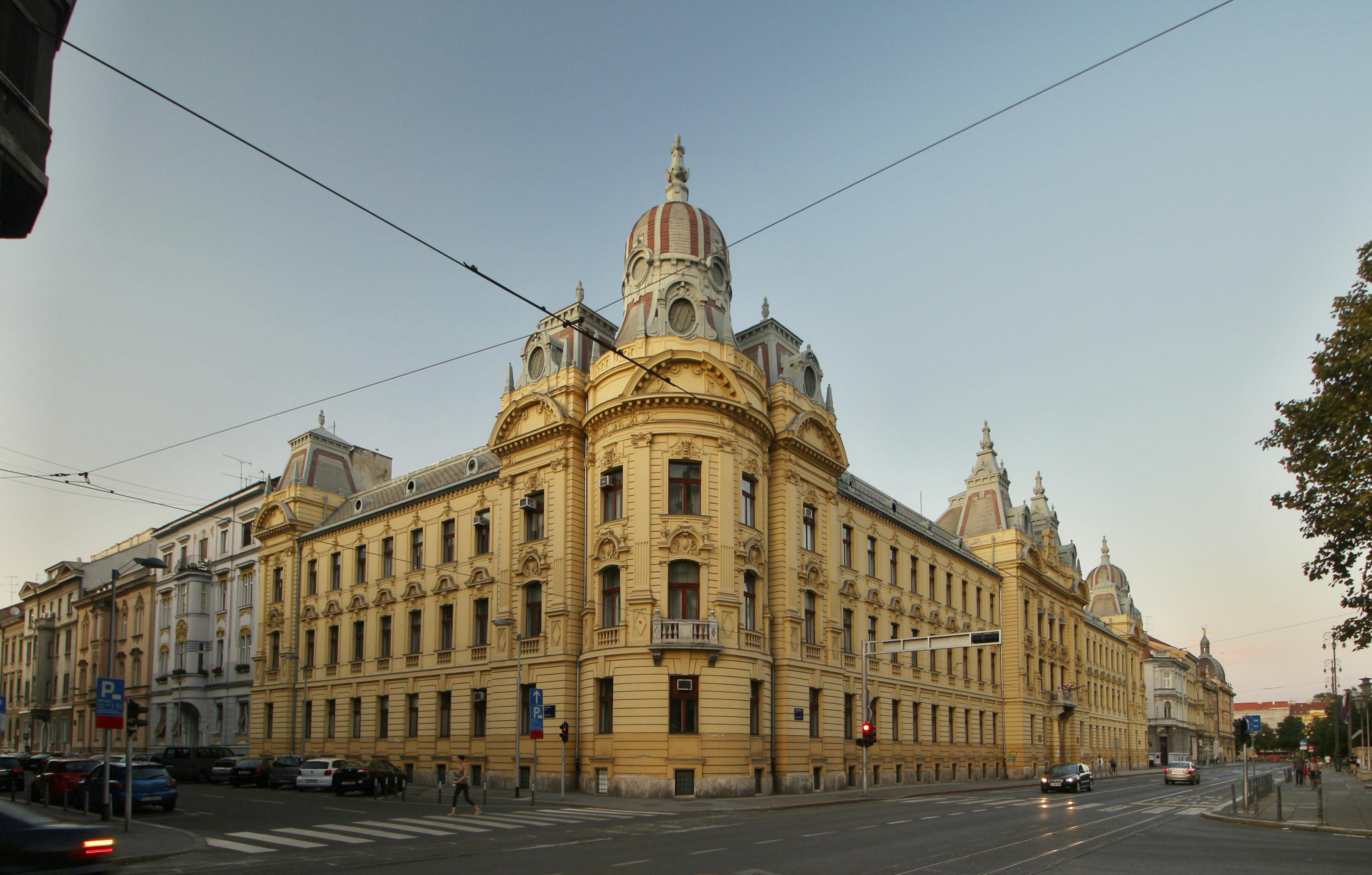

السكك الحديدية الكرواتية (الكرواتية: Hrvatske željeznice أو HŽ) هي شركة السكك الحديدية الوطنية في كرواتيا. كرواتيا عضو في الاتحاد الدولي للسكك الحديدية (UIC). رمز UIC الخاص بكرواتيا هو 78. نقلت شبكة السكك الحديدية الكرواتية 19.87 مليون مسافر في عام 2017.